# Vrbanja hídi csata
A Vrbanja hídi csata egy fegyveres összecsapás volt, amelyre 1995. május 27-én került sor az ENSZ francia békefenntartói és a Bosznia-hercegovinai Szerb Köztársaság (VRS) katonái között. A harcok a boszniai háború idején a Miljacka folyón átívelő Vrbanja hídnál zajlottak Szarajevóban, Bosznia-Hercegovinában. A VRS a híd mindkét végén elfoglalta az ENSZ Védelmi Erőinek (UNPROFOR) megfigyelőállásait, túszul ejtve 12 francia békefenntartót. Közülük tízet elvittek, kettőt pedig emberi pajzsként a hídnál tartottak.
A François Lecointre százados vezette 30 fős francia békefenntartó szakasz 70 francia gyalogos támogatásával és páncélozott járművek közvetlen tüzével visszafoglalta a hidat. A francia támadás során a Bosznia-Hercegovinai Köztársaság hadseregének (ARBiH) egységei saját kezdeményezésükre tüzet nyitottak a VRS által megszállva tartott megfigyelőállásokra, véletlenül megsebesítve egy francia túszt. A csata során két francia katona életét vesztette, 17-en pedig megsebesültek. A VRS áldozatai közül négyen meghaltak, többen megsebesültek, négyet pedig elfogtak. A csata után csökkent annak a valószínűsége, hogy VRS-erők a városban telepített francia ENSZ-békefenntartókkal szembeszállnak. 2017-ben Lecointre századost, aki közben a francia hadsereg tábornoka lett, kinevezték a Francia Fegyveres Erők vezérkari főnökévé.

## Előzmények
A Vrbanja híd 1992 és 1996 között Szarajevó ostroma idején a Bosznia-Hercegovinai Köztársaság Hadserege (Armija Republike Bosne i Hercegovine, ARBiH) és a Bosznia-hercegovinai Szerb Köztársaság Hadserege (Vojska Republike Srpske, VRS) közötti a senki földjén állt. Magas épületekkel volt körülvéve, ami a boszniai háború kezdetétől a mesterlövészek célpontjává tette. 1992. április 5-én a felfegyverzett boszniai szerb rendőrség tüntetőket lőtt le a hídon. Ennek következtében két nő (Suada Dilberović és Olga Sučić) halt meg, akiket sokan a háború első áldozatainak tartanak.
1995 márciusában, miközben a NATO új stratégiát tervezett az Egyesült Nemzetek Szervezete (ENSZ) bosznia-hercegovinai békefenntartó műveleteinek támogatására, az Egyesült Államok korábbi elnöke, Jimmy Carter által az ARBiH és a VRS között közvetített tűzszünetet lejárt és a harcok folytatódtak. Ahogy a küzdelem fokozatosan kiszélesedett, az ARBiH nagyszabású offenzívát indított Szarajevó környékén. Válaszul a VRS nehézfegyvereket foglalt le egy ENSZ által őrzött raktárból, és megkezdte a város körüli célpontok lövését, ami arra késztette a békefenntartó erők parancsnokát, Rupert Smith brit altábornagyot, hogy a VRS elleni NATO légicsapásokat kérjen. A NATO válaszul 1995. május 25-én és 26-án a boszniai szerb fővárosban, Palében bombázott egy VRS lőszerraktárat. A küldetést az Egyesült Államok Légierejének F–16-osai és a Spanyol Légierő EF-18A Hornetjei, lézervezérelt bombákkal felfegyverkezve hajtották végre. A VRS ezután az Egyesült Nemzetek Védelmi Erőinek (UNPROFOR) 377 katonáját túszként fogta el, és emberi pajzsként használta őket a NATO számos lehetséges légicsapási célpontjához Bosznia-Hercegovinában. Ez arra kényszerítette a NATO-t, hogy fejezze be a VRS elleni légi hadműveleteket. A boszniai szerbek által ejtett ENSZ-túszok közül 92 francia volt.

## A csata lefolyása

### A szerb támadás
1995. május 27-én 04:30-kor magukat francia csapatoknak kiadó VRS-katonák lövés nélkül elfoglalták az ENSZ a Vrbanja híd mindkét végén telepített megfigyelőállásait. A szerb katonák francia egyenruhát, sisakot és személyi fegyvert viseltek, és egy francia páncélozott személyszállítót (APC) vezettek – mindegyiket a városon kívül fogva tartott ENSZ-katonáktól vették el. A szerbek lefegyverezték a hídon álló tizenkét francia békefenntartót. Tíz embert elvittek, két túsz pedig emberi pajzsként a hídnál maradt. Erik Sandahl ezredes, a 3. tengerészgyalogos ezred által odavezényelt 4. francia zászlóalj (FREBAT4) parancsnoka szerint „amikor a szerbek fenyegetéssel, piszkos trükkökkel lefegyverezték katonáinkat, elkezdtek terroristaként viselkedni, [azt mondtam magamban] ezt nem támogathatod. Reagálnod kell. Eljön a pillanat, amikor meg kell állítanod. Teljesen le kell állítani. És megtettük."

### A francia válaszcsapás
Az első jel, amit a francia ENSZ-csapatok észleltek arra vonatkozóan, hogy valami nincs rendben a Vrbanja hídnál, a franciák rádiócsendje volt. 05:20 körül a századparancsnok, François Lecointre százados, aki nem tudott rádiókapcsolatot teremteni az állásokkal, a hídhoz hajtott, hogy megtudja, mi történik. Egy francia egyenruhás szerb őrszem találkozott vele, aki megpróbálta fogságba ejteni. Lecointre gyorsan megfordult, és a FREBAT4 központjába, a Skenderija stadionba hajtott. Amikor a híd elfoglalásának híre eljutott az újonnan megválasztott francia elnökhöz, Jacques Chirachoz, az megkerülve az ENSZ parancsnoki láncát, azonnal támadást rendelt el, hogy visszafoglalja a hidat a boszniai szerbektől.
A bosznia-hercegovinai francia parancsnokság válaszul 3. tengerészgyalogos ezredből 30 főnyi FREBAT4 katonai kontingenst küldött a híd északi végének újbóli elfoglalására, további 70 francia gyalogos, hat ERC 90 Sagaie páncélozott harcjármű és több VAB APC támogatásával. A támadóerőt Lecointre vezette, aki az ENSZ-konvojok szokásos útvonalát követve közelítette meg a híd északi szélét. Tizennégy VRS-katona volt a poszton a támadás idején. A francia tengerészgyalogosok feltűzött szuronyokkal legázolták a VRS által megszállva tartott bunkert. A támadásban egy francia katona, Jacky Humblot közlegény hősi halált halt. A támadást a páncélozott autók 90 milliméteres közvetlen tüze, valamint nehéz géppuskatűz támogatta. A VRS aknavetőgránátokkal és légvédelmi fegyverek tüzével válaszolt. A heves csatában meghalt második francia katona is, Marcel Amaru közlegény, akit egy mesterlövész ölt meg, miközben a szarajevói zsidó temetőből fedezte társai támadását. Az összecsapásban tizenhét francia katona sebesült meg, négy szerb VRS-katona meghalt, többen megsebesültek, négyen pedig fogságba estek.
Az ARBiH mesterlövészei saját kezdeményezésükre csatlakoztak a harchoz, véletlenül lelőve és megsebesítve egy francia túszt. A 32 perces tűzharc végén a VRS továbbra is birtokolta a híd déli végét, míg az északi végét a franciák elfoglalták. A VRS ezután halottaik és sebesülteik visszaszerzésére fegyverszünetet kötött, azzal a fenyegetéssel, hogy megöli a francia túszokat. A megsebesült francia katonát azonnal elengedték, és az ENSZ-kórházba szállították. A VRS végül feladta és elhagyta a híd déli végét is. A hídon túszként fogvatartott második francia katonának, egy tizedesnek sikerült megszöknie. Az akció során elfogott VRS-katonákat hadifogolyként kezelték, és egy UNPROFOR-létesítményben tartották fogva.

## Következmények

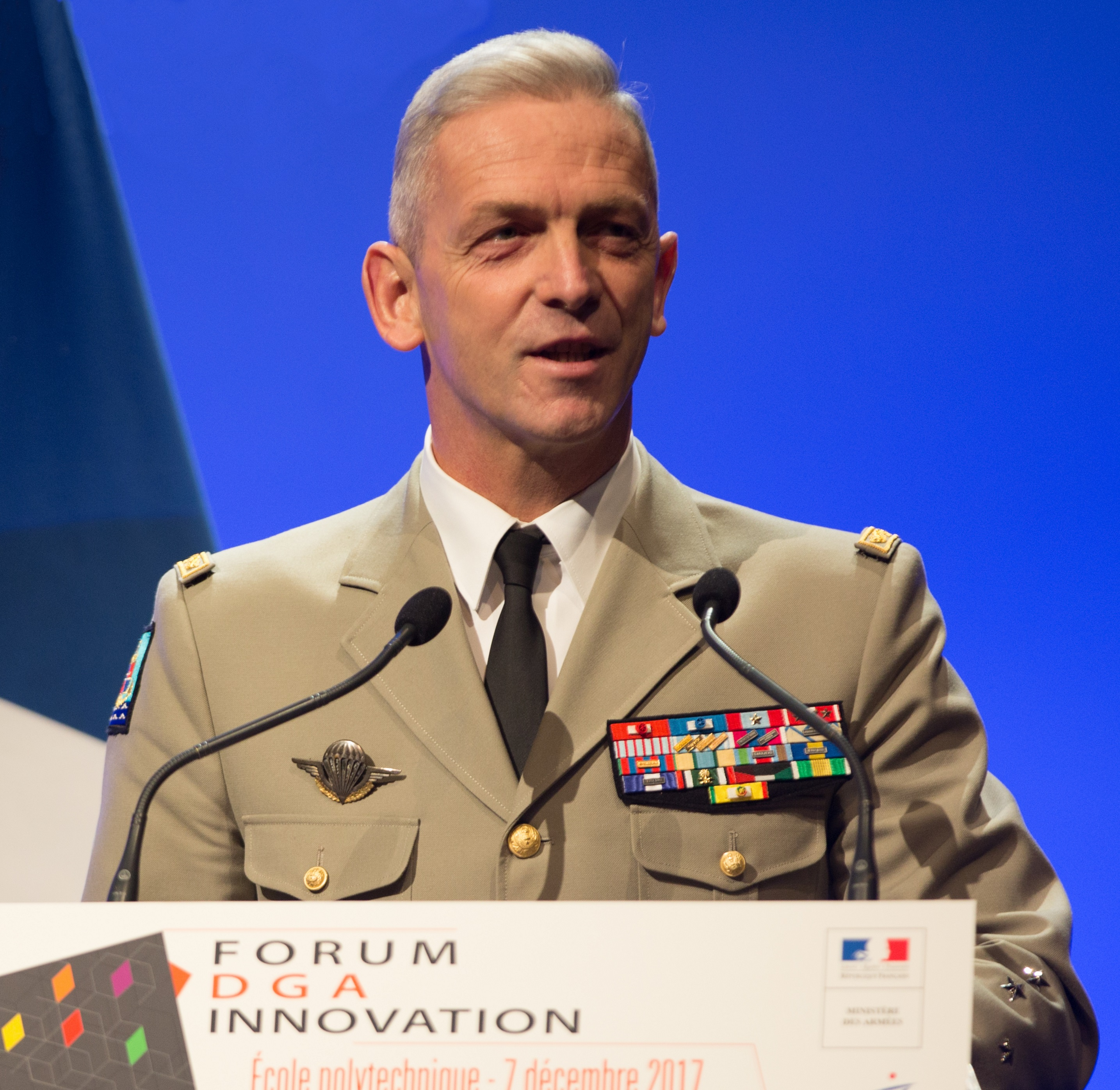
François_Lecointre aki a francia csapatokat vezette a csata során, 2017-ben, immár tábornokként a palaiseau-i École polytechnique rendezvényén beszél.

A folyamatban lévő túszválsággal szemben Smith és más ENSZ-parancsnokok stratégiát váltottak. Az ENSZ megkezdte erőinek átcsoportosítását védhetőbb helyekre, hogy nehezebb legyen őket megtámadni és túszul ejteni. 1995. június 16-án elfogadták az Egyesült Nemzetek Biztonsági Tanácsának 998. számú határozatát, amely Smith irányítása alatt létrehozta a brit-francia-holland ENSZ gyorsreagálású haderőt (UN RRF). A 12 500 fős létszámra felfejlesztett UN RRF egy erősen felfegyverzett alakulat volt, agresszívebb hadviselési szabályokkal, és szükség esetén, a túszejtés megakadályozása és a békemegállapodások betartatása érdekében támadó műveleteket is végeztek. Az ország egész területén elfogott megmaradt ENSZ-túszokat két nappal később szabadon engedték, csakúgy, mint a Vrbanja hídnál elfogott négy VRS-katonát.
Az UN RRF júniusi és júliusi bevetése során világossá vált, hogy az ENSZ inkább a békefenntartó, mint a békefenntartó álláspont felé halad. A britek tüzérséget és légi-mobil dandárt küldtek, köztük támadóhelikoptereket, és a haderő nem festette fehérre járműveit és nem viselt kék sisakot, mint ahogy az ENSZ-missziókon megszokott volt. Augusztus 1-jén, miután az Egyesült Nemzetek Szervezete Srebrenica és Žepa biztonsági övezetei (UNSA) a VRS megszállása alá kerültek, magas rangú brit, francia és amerikai tisztek figyelmeztették a VRS parancsnokát, Ratko Mladić tábornokot, hogy az UNSA elleni további támadások esetén a NATO és az ENSZ „aránytalan” és „elsöprő” erőt alkalmaz.
A csatában részt vevő legmagasabb francia tisztek szerint a Vrbanja hídnál történt akció megmutatta a VRS-nek, hogy az UNPROFOR hozzáállása megváltozott. A csatát követően csökkent annak a valószínűsége, hogy a VRS-erők a városban telepített francia ENSZ-békefenntartókkal szembeszállnak. Erik Roussel alezredes, a FREBAT4 tisztje, aki részt vett a hadműveletben, később azt mondta, hogy „az incidens óta a szerbek furcsán csendesek velünk szemben.” Chirac tetteit nem támogatta minden kormánytagja, a vezérkar tagja, Jacques Lanxade admirális pedig lemondással fenyegetőzött. Lanxade-et Alain Juppé francia miniszterelnök és Charles Millon védelmi miniszter is támogatta, de Chirac felülbírálta őket.
Augusztus 30-án, a NATO „Deliberate Force” (Megfontolt Erő) hadműveletének kezdetén, a VRS elleni kombinált légi és szárazföldi hadjárattal az UN RRF 600 tüzérségi lövedéket lőtt ki Szarajevó környéki VRS tüzérségi állásokra. Az UN RRF fontos szerepet játszott az ostrom befejezésében és abban, hogy a boszniai szerbeket még abban az évben tárgyalóasztalhoz kényszerítsék. 1995. december 20-án a daytoni békeegyezmény sikeres tárgyalását követően az UNPROFOR-t a NATO Végrehajtó Erői (Implementation Force, IFOR) váltották fel. Az akcióban elesett francia katonák emlékművét, valamint a Dilberović és Sučić emléktábláját 1996. április 5-én avatták fel. Azon a napon a hidat Suada Dilberović híddá nevezték át; 1999-ben mindkét nő emlékére a Suada és Olga híd (Most Suade i Olge) nevet kapta. 2017-ben Lecointre-t, akit a híd szuronyos rohama tett híressé, immár hadseregtábornokként, kinevezték a francia fegyveres erők vezérkari főnöknek.
A franciaországi közvélemény támogatása a misszió során valamennyivel az európai országok átlaga felett maradt, a francia lakosság többsége pedig mindvégig határozottan a katonai beavatkozás mellett állt. Ennek végül megfelelt a francia politika, amely kezdetben az erőszak alkalmazását helytelenítő álláspontból indult ki.

### Könyvek
- Beale, Michael. Bombs over Bosnia: The Role of Airpower in Bosnia-Herzegovina. Montgomery, Alabama: Air University Press (1997). OCLC 946114396
- Bucknam, Mark. Responsibility of Command. Montgomery, Alabama: Air University Press (2003). ISBN 978-1-58566-115-2
- The War in Bosnia-Herzegovina: Ethnic Conflict and International Intervention. Armonk, New York: M.E. Sharpe (1999). ISBN 978-0-7656-3189-3
- Central Intelligence Agency, US Government. Balkan Battlegrounds: A Military History of the Yugoslav Conflict, Volume 2. Durham, North Carolina: Central Intelligence Agency, Office of Russian and European Analysis (2002). ISBN 978-0-8223-2126-2
- Corwin, Phillip. Dubious Mandate: A Memoir of the UN in Bosnia, Summer 1995. Durham, North Carolina: Duke University Press (1999). ISBN 978-0-8223-2126-2
- Lasserre, I.. Le réveil des armées (francia nyelven). JC Lattès (2019). ISBN 978-2-7096-6232-1
- Leroux-Martin, Philippe. Diplomatic Counterinsurgency: Lessons from Bosnia and Herzegovina. Cambridge: Cambridge University Press (2014). ISBN 978-1-107-02003-0
- The United Nations Security Council and War: The Evolution of Thought and Practice since 1945. Oxford: Oxford University Press (2010). ISBN 978-0-19-161493-4
- Maksić, Adis. Ethnic Mobilization, Violence, and the Politics of Affect: The Serb Democratic Party and the Bosnian War. Sarajevo, Bosnia and Herzegovina: Springer (2017). ISBN 978-3-319-48293-4
- Reporting the Siege of Sarajevo. Bloomsbury Publishing (2021). ISBN 9781350081789
- Panon, X.. Chirac – Le président aux cinq visages (francia nyelven). L'Archipel (2012). ISBN 978-2-8098-0669-4
- Rathbun, Brian C.. Partisan Interventions: European Party Politics and Peace Enforcement in the Balkans. Ithaca, New York: Cornell University Press (2018). ISBN 978-1-5017-2962-1
- Ripley, Tim. Conflict in the Balkans, 1991–2000. Oxford: Osprey Publishing (2001). ISBN 978-1-84176-290-6
- Anthropology of Violence and Conflict. London: Routledge (2001). ISBN 978-0-415-22905-0
- Shiraev, Eric. International Public Opinion and the Bosnia Crisis. Lanham, Maryland: Lexington Books (2002). ISBN 978-0-7391-0480-4
- Sloan, Elinor Camille. Bosnia and the New Collective Security. Westport, Connecticut: Greenwood Publishing Group (1998). ISBN 978-0-275-96165-7

### Web források
- Biegala, Eric. „Le jour où les Casques bleus français se sont rebiffés”, Le Point, 1995. július 22. (Hozzáférés: 2018. december 9.) (francia nyelvű)
- Cohen, Roger. „Bosnia Battle Shows UN's Pride and Limits”, The New York Times, 1995. június 6. (Hozzáférés: 2018. december 8.)
- Daly, Emma. „French humiliation sparks battle of Vrbanja bridge”, The Independent, 1995. május 28. (Hozzáférés: 2012. december 31.)
- Daly, Emma. „The day the Serbs went a bridge too far”, The Independent, 1995. június 7. (Hozzáférés: 2018. december 8.)
- Human Rights Watch World Report 1996: Bosnia-Hercegovina. Human Rights Watch , 1996. (Hozzáférés: 2020. november 29.)
- Krilic, Samir. „Memorial held for first victim of war in Bosnia”, Indiana Gazette, 1996. április 7., 6. oldal
- „Macron names François Lecointre new armed forces chief”, France 24, 2017. július 20. (Hozzáférés: 2018. december 8.)
- Most Suade i Olge (szerbhorvát nyelven). Sarajevo City Council, 2021
- NATO Marks 20-year Anniversary of IFOR Peacekeeping Mission. North Atlantic Treaty Organization , 2015. december 18. (Hozzáférés: 2018. december 8.)
- Operation Deny Flight Fact Sheet. North Atlantic Treaty Organization , 2003. július 18. [2011. szeptember 27-i dátummal az eredetiből archiválva]. (Hozzáférés: 2016. április 30.)
- Wilkinson, Tracy. „Pitched Battles Erupt in Sarajevo: Bosnia: Rebel Serbs kill 3 French soldiers in deadliest clashes yet with peacekeepers. Paris threatens pullout. 220 U.N. troops now held hostage. Moscow dispatches envoys”, Los Angeles Times, 1995. május 28. (Hozzáférés: 2018. december 8.)

## Fordítás
- Ez a szócikk részben vagy egészben  a    Battle of Vrbanja Bridge című angol Wikipédia-szócikk ezen változatának fordításán alapul.  Az eredeti cikk szerkesztőit annak laptörténete sorolja fel. Ez a jelzés csupán a megfogalmazás eredetét és a szerzői jogokat jelzi, nem szolgál a cikkben szereplő információk forrásmegjelöléseként.